# Kazimiera Olszewska
Kazimiera Olszewska ps. „Mira” (ur. 1 października 1912 w Łęczycy, zm. 13 grudnia 1985 w Warszawie) – polska nauczycielka, urzędniczka, działaczka społeczna, żołnierz Armii Krajowej, uczestniczka powstania warszawskiego, więzień polityczny okresu stalinizmu, dama orderów Virtuti Militari i Krzyża Walecznych.

## Życiorys
Urodziła się w Łęczycy. Była córką Kazimierza Olszewskiego i Sabiny z d. Salskiej. W okresie międzywojennym studiowała na Wydziale Prawa Katolickiego Uniwersytetu Lubelskiego. Działała w strukturach Przysposobienia Wojskowego Kobiet, m.in. od 1936 roku piastowała stanowisko komendantki koła lokalnego PWK w Białymstoku. W latach 1937–1939 pracowała jako nauczycielka.
Podczas kampanii wrześniowej organizowała kobiecą służbę sanitarną, wartowniczą i ratowniczą. Z ruchem oporu związała się już w październiku 1939 roku. Między innymi kolportowała konspiracyjne pismo „Polska Żyje” w rodzimej Łęczycy, którą w czasie okupacji niemieckiej wcielono w skład tzw. Kraju Warty.
Jesienią 1939 roku przeniosła się do Generalnego Gubernatorstwa, gdzie skierowano ją do służby w szeregach Związku Odwetu. Weszła w skład pierwszego kobiecego patrolu minerskiego, zorganizowanego w marcu 1940 roku przez dr Zofię Franio. Wiosną 1940 roku ukończyła specjalny kurs minerski, po czym zorganizowała własny patrol dywersyjny. Jednocześnie służyła w strukturach Biura Badań Technicznych Wydziału Saperów Komendy Głównej ZWZ/AK. Początkowo pełniła funkcję łączniczki szefa BBT, por. Zbigniewa Lewandowskiego ps. „Szyna”, a w latach 1941–1944 kierowała łącznością Biura. Ponadto członkinie jej patrolu zajmowały się pracami technicznymi związanymi z działalnością wydawniczą BBT (maszynopisanie, kreślenie rysunków technicznych, druk i oprawa instrukcji sabotażowo-dywersyjnych). Prawdopodobnie w 1944 roku otrzymała stopień kapitana czasu wojny.
Wzięła udział w kilku znanych akcjach bojowych Armii Krajowej.
Uczestniczyła w akcji „Wieniec” (7/8 października 1942), podczas której jej patrol, operujący w pobliżu stacji Włochy, wysadził szyny w miejscu rozgałęzień linii w kierunku Skierniewic i Błonia. Wzięła także udział w akcji „Odwet kolejowy” (16/17 listopada 1942), w której trakcie dowodzony przez nią patrol dokonał dywersji kolejowej pod Łukowem. Z kolei na początku czerwca 1943 roku kierowany przez nią trzyosobowy zespół podłożył ładunki termitowe w magazynie mundurowym Wehrmachtu przy ul. Burakowskiej, w składzie drewna w pobliżu ul. Powązkowskiej oraz w trzech wagonach pociągu towarowego stojącego na torach w pobliżu Dworca Gdańskiego.
W czasie powstania warszawskiego walczyła początkowo na Ochocie. Po upadku dzielnicy została wzięta do niewoli i uwięziona na targowisku „Zieleniak”. Zbiegła jednak z transportu do obozu przejściowego w Pruszkowie i powróciła do walczącej stolicy. W czasie obrony Portu Czerniakowskiego kierowała grupą łączniczek. Po upadku Powiśla Czerniakowskiego ponownie znalazła się w niemieckiej niewoli. Zdołała zbiec z transportu do obozu koncentracyjnego Auschwitz-Birkenau. Udała się następnie do Pruszkowa, gdzie zatrudniła się w miejscowych strukturach Rady Głównej Opiekuńczej.
Po wojnie działała w szeregach konspiracyjnego Zrzeszenia „Wolność i Niezawisłość”. W 1946 roku została aresztowana przez Urząd Bezpieczeństwa i skazana na karę 8 lat pozbawienia wolności. Została zwolniona i zrehabilitowana w 1956 roku. W późniejszym okresie pracowała w Ministerstwie Budownictwa i Przemysłu Materiałów Budowlanych, angażowała się także w działalność Komisji Historii Kobiet w Walce o Niepodległość.
Zmarła 13 grudnia 1985 roku w Warszawie. Spoczęła na Cmentarzu Wojskowym na Powązkach (kwatera FIII-10-7).

## Odznaczenia
- Krzyż Srebrny Orderu Virtuti Militari[1] nr 12675[10]
- Krzyż Walecznych[1]